# Chodlewko
Chodlewko – wieś w Polsce położona w województwie dolnośląskim, w powiecie trzebnickim, w gminie Prusice.

## Podział administracyjny
W latach 1975–1998 miejscowość administracyjnie należała do województwa wrocławskiego.